# Kitaaiki
Kitaaiki (北相木村 Kitaaiki-mura?) es una villa en la prefectura de Nagano, Japón, localizada en la parte central de la isla de Honshū, en la región de Chūbu. El 1 de marzo de 2021 tenía una población estimada de 696 habitantes y una densidad de población de 12 personas por km².

## Geografía
Kitaaiki se encuentra en la parte montañosa del este de la prefectura de Nagano, bordeada por la prefectura de Gunma al este. Más del 90% del área de la villa está cubierta por montañas y bosques. El monte Ogura (2.112 metros) es el punto más alto de la villa.

## Historia
El área de la actual Kataaiki era parte de la antigua provincia de Shinano, y fue mencionada en los registros del período Muromachi. La actual villa de Kitaaiki fue creada el 1 de abril de 1889.

## Demografía
Según los datos del censo japonés, la población de Kitaaiki ha estado disminuyendo en los últimos 50 años.
| Gráfica de evolución demográfica de Kitaaiki entre 1940 y 2015 |
|                                                                |
| Oficina de Estadísticas de Japón                               |